# Wasa Football Cup
Wasa Football Cup är en fotbollscup för juniorer som arrangeras årligen i Vasa i Finland av  föreningen Wasa Youth Footballcup i samarbete med Finlands Bollförbunds Vasa distrikt. I 2017 års upplaga deltog 273 lag från fyra länder.
Cupen pågår i tre dagar och är koncentrerad till allaktivitetsplan men matcher spelas runt om i Vasa. Sedan 2010 har de yngsta juniorerna spelat matcher på en konstgräsplan på salutorget i stadens centrum. Cupens medaljer är ingraverade med en fotboll med solstrålar runt sig som symboliserar Vasas anseende som Finlands soligaste stad.

## Historia
Wasa Football Cup arrangerades för första gången 1989. Värd för cupen var BK-IFK (en sammanslagning av föreningarna Vasa IFK och ABK-48) som för ändamålet grundade föreningen Wasa Footballcup r.f. Den första upplagan hade 115 lag från 36 olika föreningar uppdelade i 17 pojk- och 4 flickklasser. Cupen bytte 2014 format från att vara fyra dagar lång till tre..